# Ruth Lieblich
Ruth Lieblich (ur. 6 grudnia 1926 w Andrychowie, zm. po sierpniu 1943 w Auschwitz-Birkenau) – polska pisarka, poetka żydowskiego pochodzenia.

## Życiorys
Urodziła się w bogatej rodzinie żydowskiej. Jej rodzice, Zina i Emmaluel Lieblich, trudnili się hotelarstwem i gastronomią. Rodzina zamieszkiwała we własnej kamienicy przy ul. Krakowskiej w Andrychowie. Ukończeniu szkoły powszechnej przeszkodził wybuch II wojny światowej. Naukę kontynuowała na organizowanych przez młodzież nielegalnych kółkach samoedukacyjnych. Uczestniczyła również w prywatnych lekcjach u Mai Weisberg (inne wersje zapisu tego nazwiska: Weksberg, Wexberg). Ruth dużo czytała, z czasem pojawia się u niej potrzeba pisania. W pozostawionym dzienniku pojawiają się tytuły niezachowanych utworów: Leśniczówka, Szczęście, Więdnący kwiat, Wielki Żyd – Teodor Herzl, Rola kobiety oraz wiersze.
Rodzina Lieblich została przesiedlona ze swojego domu do utworzonego przez Niemców w 1941 roku getta w Andrychowie. Od tego momentu diametralnie zmieniły się warunki życia rodziny. Ruth, oprócz braku możliwości dalszego kształcenia i pogarszających się warunków bytowych, zmuszona była do ciężkiej pracy przy regulowaniu rzeki czy wyrębie drzew. Ruth cały czas prowadziła swój dziennik, w którym opisywała bieżące wydarzenia, lecz również marzenia.
W sierpniu 1943 Ruth Lieblich została wywieziona z getta w Andrychowie do niemieckiego obozu koncentracyjnego i zagłady Auschwitz-Birkenau. Tam najprawdopodobniej została zamordowana wraz z rodzicami.
Pamiętnik Ruth Lieblich jest jednym z największych z zachowanych części jej twórczości. W pamiętniku zawarła m.in. tragiczne losy andrychowskich Żydów. Została nazwana „andrychowską Anną Frank”.
Pamiętnik został przekazany przez Ruth nieznajomej osobie tuż przed wywózką do obozu. Dziennik powstał w Andrychowie, pisany jest głównie po polsku, ale też po hebrajsku i angielsku. Składa się z trzech zeszytów i obejmuje notatki z 28 miesięcy okupacji. Pierwszy zapis datowany jest na 13 sierpnia 1940, a ostatni na 28 grudnia 1942. Przez 20 lat po zakończeniu wojny nikt nie wiedział o jego istnieniu.
Dziennik przetłumaczono na język hebrajski i angielski. Wydano go w Izraelu oraz Stanach Zjednoczonych. Nie został wydany w języku polskim, a wydań zagranicznych nie posiadają polskie biblioteki, w tym Biblioteka Narodowa.
Ruth Lieblich została upamiętniona na pomniku ofiar Holocaustu w Holandii.

## Publikacje
- Ruthka Lieblich (1926 — c. 1943?) Ruthka: a Diary of War[5]